# Col Glengesh
Le col Glengesh, en anglais Glengesh Pass, est un col du comté de Donegal en Irlande reliant Glencolumbkille à Ardara.

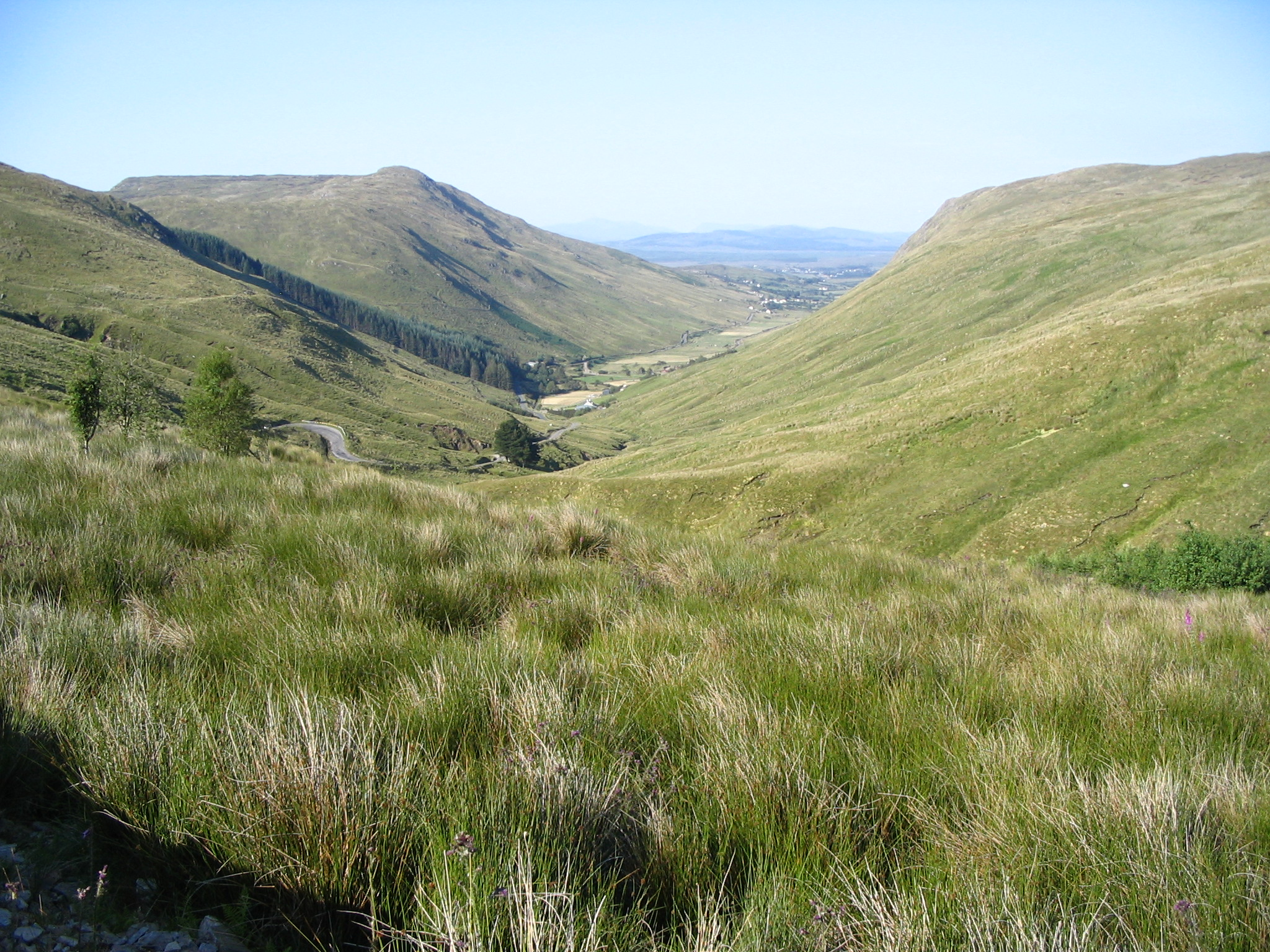
Vue depuis le col en direction d'Ardara à l'est.